# Steinpilze
Die Steinpilze (Boletus) sind eine Gattung aus der Familie der Dickröhrlingsverwandten (Boletaceae).
Unter dem Gattungsnamen Dickröhrlinge wurden früher einige größere Röhrlinge zu Boletus gezählt. In jüngerer Zeit wurden von den Dickröhrlingen neue Gattungen abgetrennt und viele Arten ausgegliedert, sodass nur die Steinpilze noch Teil der Gattung sind.
Die Bezeichnung Steinpilz rührt daher, dass das Fleisch fester ist als das der meisten anderen Pilze.
Die Typusart ist der Gemeine Steinpilz (Boletus edulis).

## Merkmale
Die Steinpilze bilden mittelgroße bis große Fruchtkörper, die durch dicke, basal meist verdickte Stiele, mit einer netzigen oder feinflockigen, seltener kahlen Oberfläche und röhrenförmiges Hymenophor gekennzeichnet sind. Der Hut ist meist polsterförmig, mit trockener, feinfilziger oder kahler Oberfläche. Die Hutfarbe der einzelnen Arten reicht von weißlich über grau und verschiedene Gelb-, Rotbraun- und Brauntöne bis schwarzbraun, auch innerhalb einzelner Arten kann die Hutfärbung variieren. Die Röhrenschicht und die Poren sind jung weiß, im Alter durch die Farbe der Sporen erst gelblich und schließlich olivgrün verfärbt. Bei jungen Fruchtkörpern sind die Porenmündungen durch eine mehlig-weiße Schicht verdeckt. Das Sporenpulver ist meist olivgrün, die Sporen sind glatt und spindelig. Das Fleisch (Trama) ist weiß, meist ohne Verfärbung beim Schneiden, kann je nach Art aber unter der Huthaut etwas röten, z. B. beim Gemeinen Steinpilz, oder auch schwach blauen, so z. B. bei Boletus pinophilus var. viridicaerulasecens. Ein Velum fehlt, die Huthaut ist aber je nach Art mehr oder weniger stark von einem Reif überzogen. 
Die Huthaut ist trichodermal aufgebaut und die Röhrentrama divergierend mit deutlich ausgebildetem Mediostratum (Boletus-Typ).

## Ökologie
Die Steinpilze bilden Ektomykorrhiza mit verschiedenen Bäumen, wobei teilweise sehr stark spezialisierte Ökotypen vorkommen.

## Verbreitung
Die Gattung Boletus ist weltweit verbreitet, besonders artenreich ist sie in den warm-gemäßigten Zonen.

### Naturschutzaspekte
Alle Arten der Gattung Boletus stehen in Deutschland unter Naturschutz und dürfen nur in kleinen Mengen zum eigenen Bedarf gesammelt werden. Einige Arten wie der Bronze-Röhrling sind vollständig geschützt und dürfen nicht zu Speisezwecken gesammelt werden. Die Deutsche Gesellschaft für Mykologie hatte den Bronze-Röhrling zum Pilz des Jahres 2008 gewählt.

## Arten
In Europa umfassen die Steinpilze je nach Autorenmeinung zwischen 4 und 13 Arten.
| \| Deutscher Name \| Wissenschaftlicher Name \| Autorenzitat \| \| --------------------------------------------- \| -------------------------------------------------- \| --------------------------------------------------- \| \| Bronze-Röhrling oder Schwarzhütiger Steinpilz \| Boletus aereus \| Bulliard 1789 : Fries 1821 \| \| Sommer-Steinpilz \| Boletus aestivalis syn. Boletus reticulatus \| (Paulet 1793) Fries 1838 Schaeffer 1774 ss. Boudier \| \| Gemeiner Steinpilz oder Herrenpilz \| Boletus edulis \| Bulliard 1781 : Fries 1821 \| \| \| Boletus edulis f. arcticus \| Vassilkov 1966 \| \| \| Boletus edulis var. arenarius \| H. Engel, Krieglsteiner & Dermek 1983 \| \| Zitronenhütiger Steinpilz \| Boletus edulis var. citrinus syn. Boletus venturii \| (Peltereau 1931) Vassilkov 1966 Bon 1986 \| \| \| Boletus edulis var. clavipes \| Peck 1899 \| \| Mamora-Steinpilz \| Boletus mamorensis \| Redeuilh 1978 \| \| \| Boletus pinetorum[7] \| M. Korhonen 2009 \| \| Kiefern-Steinpilz \| Boletus pinophilus \| Pilát & Dermek 1973 \| |                                                    |                                                     |
| Deutscher Name | Wissenschaftlicher Name                            | Autorenzitat                                        |
| Bronze-Röhrling oder Schwarzhütiger Steinpilz | Boletus aereus                                     | Bulliard 1789 : Fries 1821                          |
| Sommer-Steinpilz | Boletus aestivalis syn. Boletus reticulatus        | (Paulet 1793) Fries 1838 Schaeffer 1774 ss. Boudier |
| Gemeiner Steinpilz oder Herrenpilz | Boletus edulis                                     | Bulliard 1781 : Fries 1821                          |
| | Boletus edulis f. arcticus                         | Vassilkov 1966                                      |
| | Boletus edulis var. arenarius                      | H. Engel, Krieglsteiner & Dermek 1983               |
| Zitronenhütiger Steinpilz | Boletus edulis var. citrinus syn. Boletus venturii | (Peltereau 1931) Vassilkov 1966 Bon 1986            |
| | Boletus edulis var. clavipes                       | Peck 1899                                           |
| Mamora-Steinpilz | Boletus mamorensis                                 | Redeuilh 1978                                       |
| | Boletus pinetorum                                  | M. Korhonen 2009                                    |
| Kiefern-Steinpilz | Boletus pinophilus                                 | Pilát & Dermek 1973                                 |

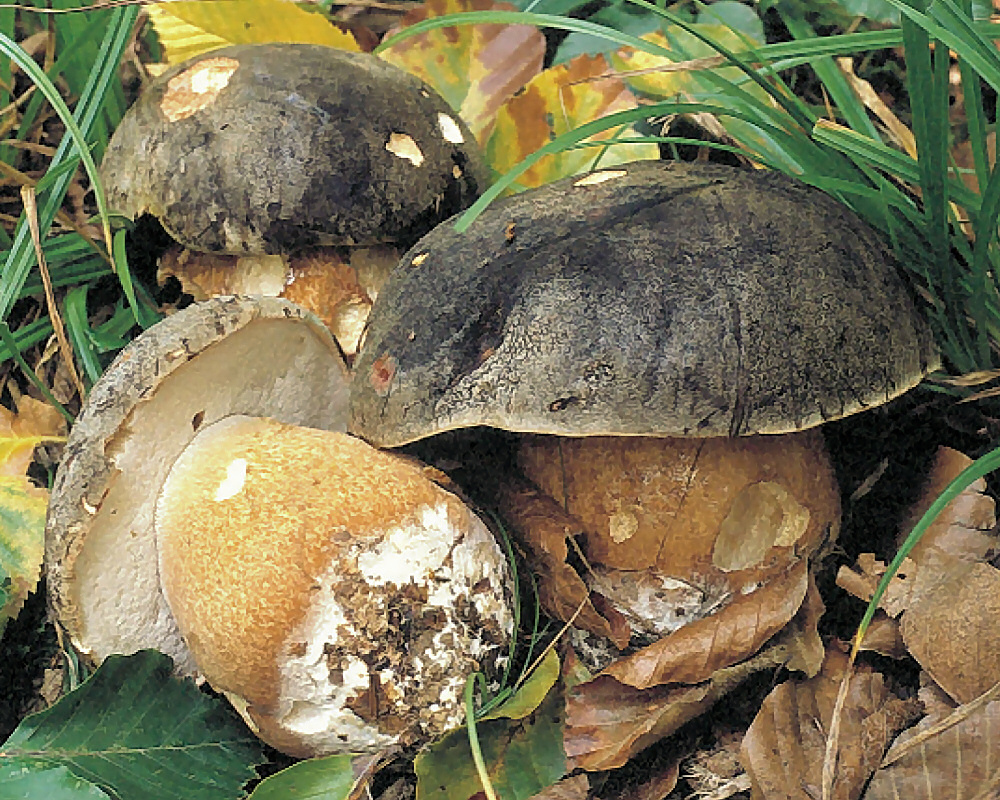
Bronze-Röhrling oder Schwarzhütiger Steinpilz Boletus aereus
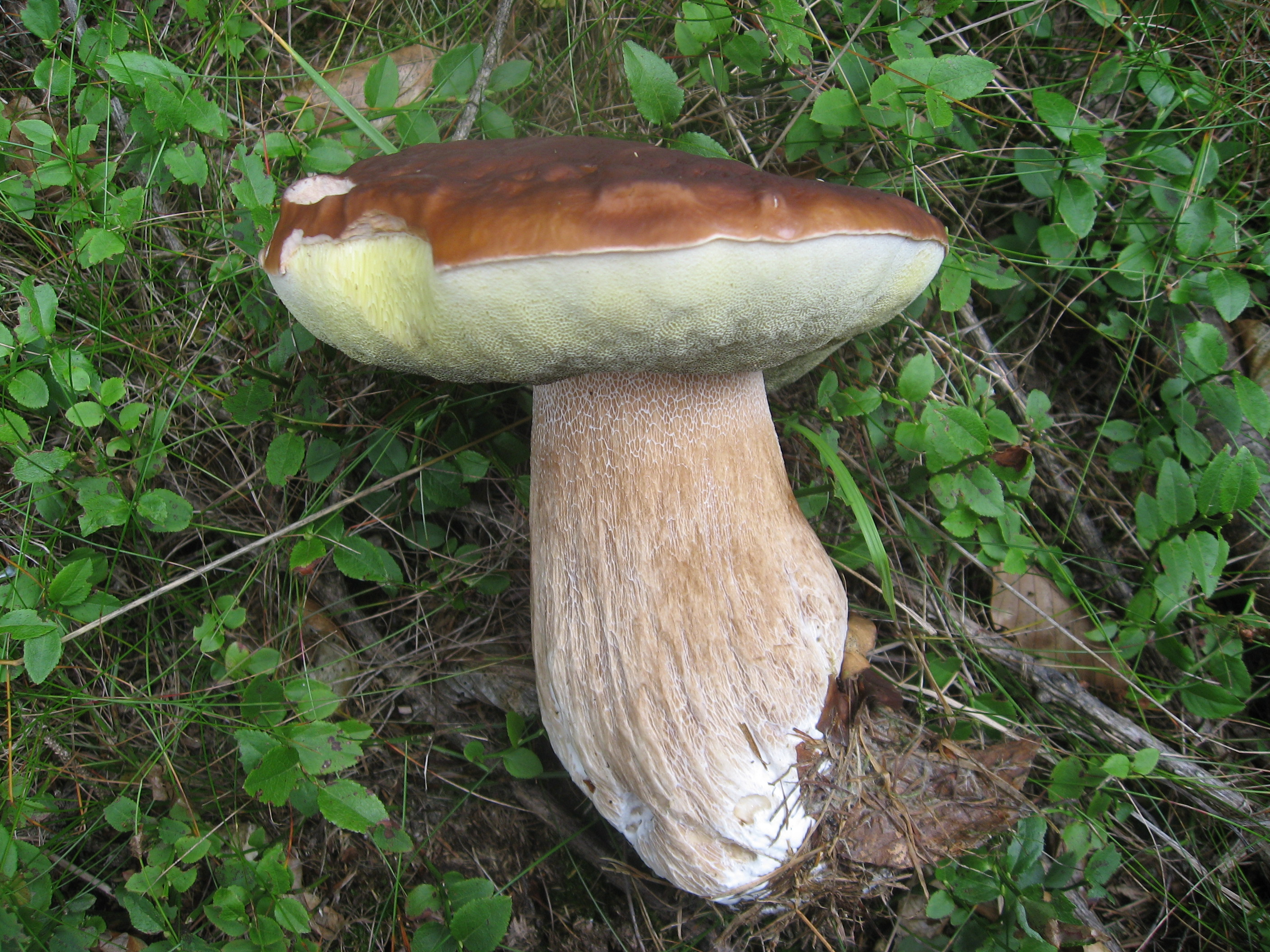
Gemeiner Steinpilz Boletus edulis
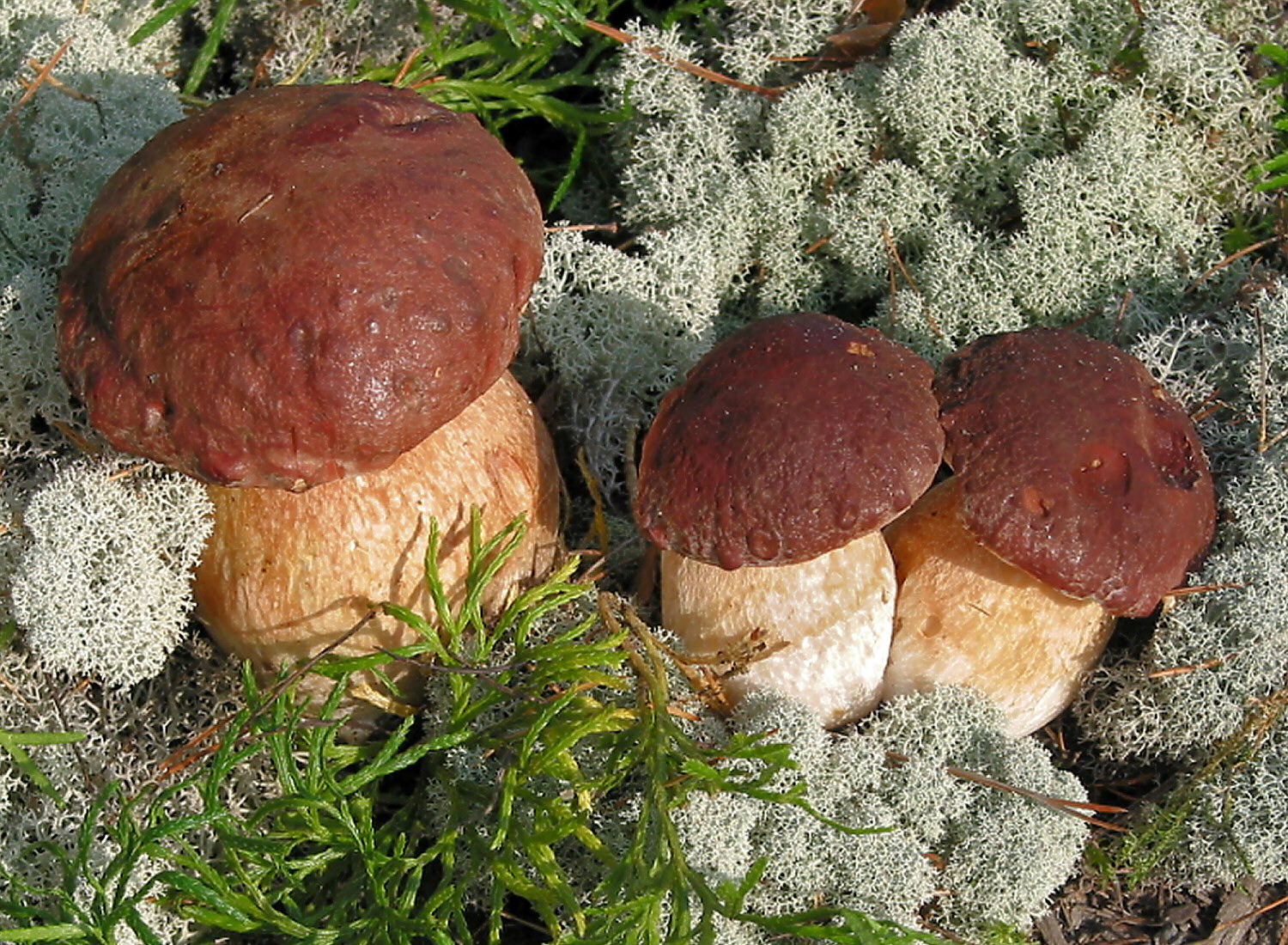
Kiefern-Steinpilz Boletus pinophilus
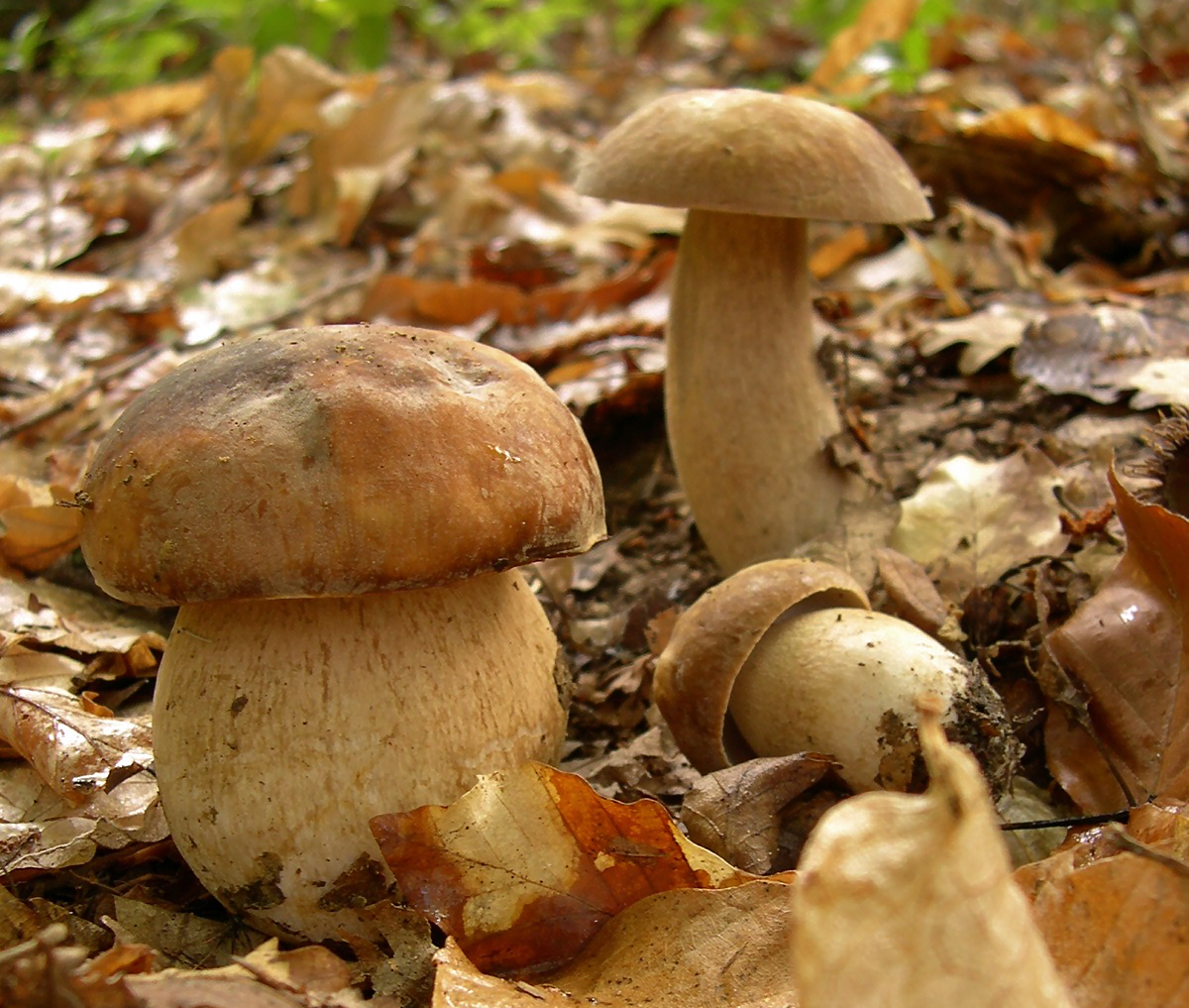
Sommer-Steinpilz Boletus aestivalis

## Systematik
Nach neueren phylogenetischen Erkenntnissen war die Gattung Boletus s. l. polyphyletisch. Die Gattung wurde deshalb 2014 aufgespalten und die meisten Arten in andere Gattungen überführt. Die Artengruppe um den Königs-Röhrling wurde in die Gattung Butyriboletus separiert. Im selben Jahr wurde der Maronen-Röhrling in die Gattung Imleria gestellt. Ferner wurden die Arten um den Schönfuß-Röhrling in die Gattung Caloboletus transferiert. Die Artengruppe um Boletus sinicus wie zum Beispiel der Satanspilz befindet sich inzwischen in der Gattung Rubroboletus. Die Spezies um den Netzstieligen Hexen-Röhrling wurden in die Gattung Suillellus ausgegliedert und die Arten um den Flockenstieligen Hexen-Röhrling in die Gattung Neoboletus. Der Schwarzblauende Röhrling wurde in die Gattung Cyanoboletus gestellt. Der Tränende Hexen-Röhrling und nahe Verwandten bilden die Gattung Exsudoporus. Für den Ochsen-Röhrling und Verwandte wurde die Gattung Imperator aufgestellt. Die Gattung Boletus s. str. umfasst heute nur noch die Steinpilze.
Die Gattung Boletus gehört, da Typusgattung, zur Familie der Boletaceae (Steinpilzverwandte, auch als Dickröhrlingsverwandte bezeichnet). Innerhalb der Boletaceae bilden die Steinpilze zusammen mit den Gattungen Afroboletus, Hortiboletus, Imleria, Notholepiota, Porphyrellus, Gallenröhrlinge (Tylopilus), Strobilomyces, Xanthoconium, Rotfußröhrlinge (Xerocomellus) einen eigenen Verwandtschaftskreis.

## Bedeutung
Arten der Gattung Boletus wie beispielsweise der Fichten-Steinpilz sind als sehr beliebte Speisepilze bekannt.